# Bombshell
O termo bombshell (na tradução literal, bombástica) é precursor do termo "sex symbol" (símbolo sexual) e foi originalmente usado para descrever ícones sexuais femininos populares. No uso moderno, bombshell se refere a uma mulher muito atraente. O Online Etymology Dictionary, de Douglas Harper, afirma que o uso do termo nesse sentido começou a partir de 1942, e no sentido de "coisa ou evento destruidor ou devastador ou escandaloso" desde 1860.